# Crataegus jesupii
Crataegus jesupii — вид квіткових рослин із родини трояндових (Rosaceae).

## Біоморфологічна характеристика
Це дерево чи кущ 70 дм заввишки. Нові гілочки червонуваті, голі, 1-річні темно-коричневі, 2-річні чорнуваті, старші темно-сірі, пізніше стають блідішими; колючки на гілочках від загнутих до ± прямих, 2-річні чорнуваті, ± тонкі, 3–5 см. Листки: ніжки листків 2–4 см, голі, залозисті; листові пластини іноді ± синьо-зелені зрілими, яйцювато-кутасті, 4–7 см, тонкі, але тверді, основа ± широко клиноподібна, часточки по 3 чи 4 на кожному боці, верхівки часток загострені, краї пилчасті, нижня поверхня гола, верхня — коротко-запушена молодою, незабаром гола. Суцвіття 4–8-квіткові. Квітки 15–18 мм у діаметрі; гіпантій голий; чашолистки ± трикутні, 4–6 мм; тичинок 10(20); пиляки рожеві чи трояндові. Яблука червоні, грушоподібно довгасті, 8–10 мм у діаметрі. Період цвітіння: травень; період плодоношення: вересень і жовтень.

## Ареал
Зростає в Онтаріо, Канада й на півночі США (Коннектикут, Мічиган, Нью-Гемпшир, Нью-Йорк, Огайо, Пенсильванія, Вермонт, Вісконсин).
Населяє чагарники, узлісся; на висотах 20–300 метрів.